# Kesselse Bergen (Baarlo)
De Kesselse Bergen is een uitgestrekt bosgebied ten westen van Baarlo en ten oosten van Helden in de Nederlandse provincie Limburg. Het vormt samen met de Heldense Bossen één geheel.

## Gebied
Reeds omstreeks 10.000 v.Chr. was er in het gebied menselijke activiteit. Het was hooggelegen (tegenwoordig tot meer dan 32 meter) en bood bescherming tegen overstromingen door de Maas. In de middeleeuwen was hier heide en ontstond ook stuifzand. Begin 20e eeuw werd dit beplant met naaldbos. Nog steeds zijn heide- en stuifzandrestanten aanwezig. Ook de grote hoogteverschillen wijzen op voormalig stuifzandgebied.

## Bospartizanen
Nadat de geallieerden in de tweede helft van 1944 naar het oosten oprukten, verwachtte het verzet dat dit deel van Nederland spoedig bevrijd zou worden. Men overviel een groep Duitse militairen om aan wapens te komen en er werden dertig krijgsgevangenen gemaakt, welke in een kamp in het bos werden ondergebracht. Het duurde echter nog tien weken voordat de bevrijding een feit was. Een herdenkingsmonument en een informatiebord zijn op deze plaats aanwezig.